# José Leite de Bettencourt
José Leite de Bettencourt (Ilha Graciosa, Açores, 16 de Novembro de 1778 — ?) foi um político e militar português. 
Foi Capitão de milícias e defensor da causa liberal durante a Guerra Civil Portuguesa (1828-1834) motivo por foi preso visto defendido princípios da causa referida no quadro da Crise de Sucessão ao Trono Português (1826-1834).
Foi filho do alferes Francisco Leite de Bettencourt e de D. Quitéria Rosa de Bettencourt.